# Natali (Sängerin)

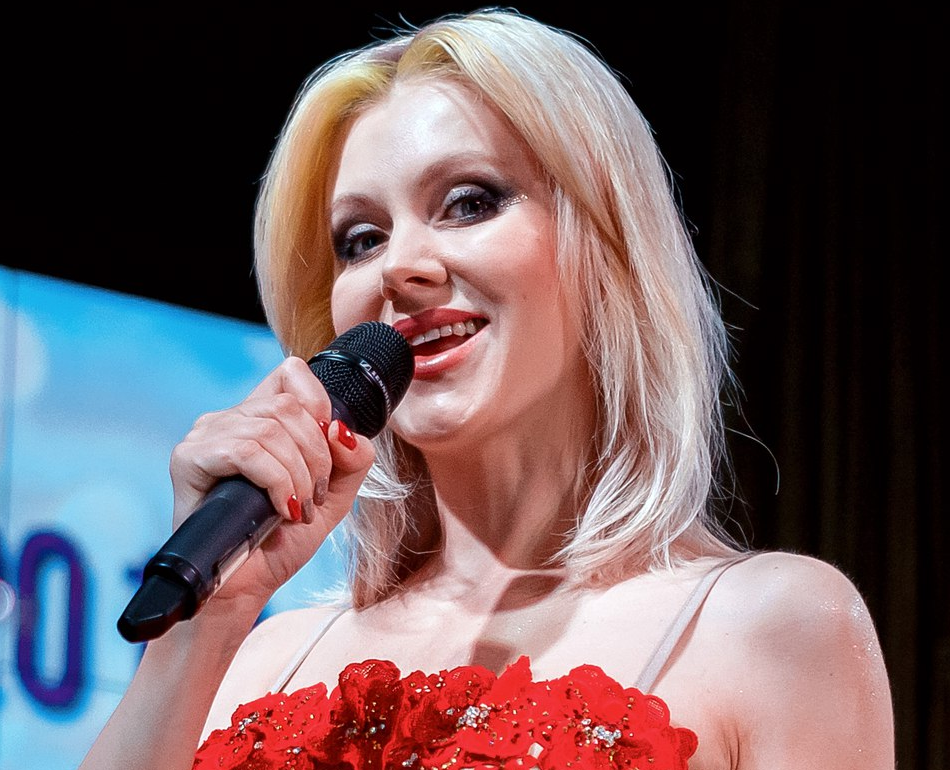
Natali (2018)

Natalja Anatoljewna Rudina (russisch Наталья Анатольевна Рудина, geborene Minjajewa russisch Миняева am 31. März 1974 in Dserschinsk, Russland) ist eine russische Sängerin die unter dem Künstlernamen Natali (russisch Натали) auftritt.
Sie ist vor allem durch ihren Hit „Weter s morja dul“ (russisch Ветер с моря дул, dt. „Der Wind wehte vom Meer“) bekannt.

## Biographie

### Herkunft und Jugend
Minjajewa wurde 1974 in der russischen Großstadt Dserschinsk (damals Sowjetunion) geboren. Sie besuchte als Kind eine Musikschule mit Schwerpunkt Klavierunterricht. 1990 drehte das Studio Lenfilm einen Film über ihre Heimatstadt, in dem sie eine Rolle bekam. 1991 wurde sie Mitglied in der Jugendband Pop-Galaktika (russisch Поп-Галактика), mit der sie zwei Alben veröffentlichte.
Im selben Jahr schloss sie Abitur ab, besuchte die pädagogische Schule von Dserschinsk und heiratete Alexander Rudin. Nach ihrem Abschluss der pädagogischen Schule arbeitete sie als Lehrerin.

### Solokarriere und der Durchbruch
1993 zog sie nach Moskau um. 1994 veröffentlichte sie unter dem Namen Natali ihr erstes Soloalbum Rusalotschka (russisch Русалочка, dt. „kleine Meerjungfrau“) und 1996 ihr zweites Album Sneschnaja rosa (russisch Снежная роза, dt. „Schneebedeckte Rose“).
Der Durchbruch gelang ihr 1997 mit dem Schlüsselwerk „Weter s morja dul“ (russisch Ветер с моря дул). Das gleichnamige Album von 1998 war ein großer Erfolg.

## Diskografie

### Alben
- 1990: „Супербой“
- 1991: „Звёздный Дождь“
- 1994: „Русалочка“
- 1996: „Снежная роза“
- 1998: „Ветер с моря“
- 1999: „Считалочка“
- 2000: „Первая любовь“
- 2001: „Красавица – не красавица“
- 2002: „Не влюбляйся“
- 2004: „Всё, что мне надо“
- 2009: „Семнадцать мгновений любви“
- 2014: „Шахерезада“ (Scheherazade)
- 2016: „О, Боже, какой мужчина!“

### Kompilationen
- 1998: „Провинциальная девчонка“
- 2002: „The Best: Лучшие хиты“
- 2003: „Гармония“
- 2004: „Я люблю тебя: новое и лучшее“

### Singles (Auswahl)
| - 1995: „Розовый рассвет“ - 1996: „Снежная роза“ - 1996: „Zvezda po imeni Solntse“ - 1997: „Ветер с моря дул“ (Deutsch: „Der Wind wehte vom Meer“) - 1998: „Облака“ (Deutsch: „Wolken“) - 1999: „Не стерпелось, не слюбилось“ - 1999: „Считалочка“ (Deutsch: „Abzählreim“) - 2000: „Черепашка“ (Deutsch: „Schildkröte“) - 2000: „Первая любовь“ (Deutsch: „Erste liebe“) - 2001: „Часто-часто“ - 2002: „Конфетка“ (Deutsch: „Schätzchen“) - 2002: „Мир без тебя“ (Deutsch: „Eine Welt ohne dich“) - 2003: „Море цвета джинсов“ - 2003: „Всё, что мне надо“ - 2004: „Вот как“ - 2006: „Ветер с моря дул (Remake)“ - 2012: „О Боже, какой мужчина!“ (Deutsch: „Oh Gott, was für ein Mann!“) - 2013: „Николай“ (mit Nikolay Baskov) - 2014: „Шахерезада“ (Deutsch: „Scheherazade“) | - 2014: „Платье на бретелях“ - 2014: „Давай со мной за звёздами“ - 2014: „Ветер с моря дул“ - 2014: „Вишня (Расцвела под окошком)“ - 2014: „Новогодняя“ - 2014: „Замуж За Лето“ - 2015: „Ты такой“ (mit MC Doni) - 2015: „Володя“ - 2016: ″Спроси Пригожина″ - 2017: ″У меня есть только ты″ - 2018: ″Я без оружия″ (mit Sultan-Uragan) - 2019: ″Мужчина-мечта″ - 2020: ″Поехали на дачу″ - 2021: „Белая зима“ - 2022: „Тест грусти“ - 2022: „Хештег“ - 2023: „Будут танцы“ - 2024: „Хоопонопоно“ - 2025: „По любви“ |